# Micranurida
Genre
Micranurida est un genre de collemboles de la famille des Neanuridae.

## Liste des espèces
Selon Checklist of the Collembola of the World (version du 30 octobre 2019) :
- Micranurida agenjoi Simón, 1981
- Micranurida anini Christiansen & Bellinger, 1992
- Micranurida anophthalmica Stach, 1946
- Micranurida balta Fjellberg, 1998
- Micranurida bescidica Smolis & Skarzynski, 2004
- Micranurida candida Cassagnau, 1952
- Micranurida fluminensis Fernandes & de Mendonça, 2004
- Micranurida forsslundi Gisin, 1949
- Micranurida furcifera Mills, 1934
- Micranurida grana Lee & Kim, 1984
- Micranurida hygrophila Rusek, 1973
- Micranurida intermedia Dallai, 1973
- Micranurida japonica Tamura, 1998
- Micranurida lanceolata Najt & Weiner, 1985
- Micranurida meridionalis Cassagnau, 1952
- Micranurida montana Lee & Kim, 1984
- Micranurida papillosa Axelson, 1902
- Micranurida porcella Fjellberg, 1985
- Micranurida pygmaea Börner, 1901
- Micranurida retezatica Gruia & Harsia, 1990
- Micranurida rostrata Babenko, 2007
- Micranurida sensillata (Gisin, 1953)
- Micranurida spirillifera Hammer, 1953
- Micranurida tuberculata Lee & Kim, 1984
- Micranurida valiana Fjellberg, 1985
- Micranurida wladimiri Najt & Rubio, 1978

## Publication originale
- Börner, 1901 : Neue Collembolenformen und zur Nomenclatur der Collembola Lubbock. Zoologischer Anzeiger, vol. 24, p. 696–712 (texte intégral).